# Allium pelagicum
Allium pelagicum — вид рослин з родини амарилісових (Amaryllidaceae); ендемік Сицилії, Італія.

## Опис
Цибулина яйцювата, поодинока або скупчена, 15–22 × 8–20 мм, з темно-коричневими зовнішніми оболонками, вкривають стебло до 4 см. Стебло жорстке, прямовисне,  10–30 см заввишки, вкрите листковими піхвами від 3/4 довжини до повністю. Листків 4–5, ниткоподібні, субциліндричні, довжиною 6–16 см, з волосками довжиною 0.2–0.3 мм. Суцвіття 4–12 квіткове; квітконіжки завдовжки 0.5–4 см. Оцвітина циліндрично-урноподібна, довжиною 6–7 мм; листочки оцвітини біло-рожеві або рожеві з буро-пурпурною середньою жилкою, зовнішні — лінійно-еліптичні, цілі й майже тупі на верхівці, шириною 1.8–2 мм, внутрішні — залиті пурпурним біля середньої жилки, лінійно-довгасті, округлі й злегка надгризено-хвилеподібні на верхівці, шириною 1.5–1.6 мм. Тичинки з білими нитками; пиляки біло-солом'яні. Коробочка триклапанна, майже куляста, 4 × 4 мм. 2n = 14.
Цвітіння з кінця липня по серпень.

## Поширення
Ендемік острова Лампедуза, Сицилія, Італія. Вид росте на ефемерних луках на вапняних скелястих узбережжях у межах площ Natura 2000 5340 та 6220.

## Загрози й охорона
Загрозою є зміни в аграрній практиці, зокрема відмова від випасу тварин.
Частина популяції потрапляє потрапляє до природного заповідника “Isola di Lampedusa”.